# Christine Rossi
Pour les articles homonymes, voir Rossi.
Christine Rossi, née le 1er mai 1963, est une skieuse acrobatique française, spécialisée dans le ballet à ski. Elle a notamment remporté l'épreuve de démonstration de ballet à ski aux Jeux olympiques d'hiver de 1988 à Calgary, a été vice-championne du monde  en 1986) et vainqueur à trois reprises du classement de ballet à ski en coupe du monde de ski acrobatique. 

## Palmarès

### Jeux olympiques d'hiver
- Jeux olympiques d'hiver de 1988 à Calgary (Canada) :
  -  Médaille d'or en ballet à ski (sport de démonstration)

### Championnats du monde de ski acrobatique
- Championnats du monde de ski acrobatique de 1986 à Tignes (France) :
  -  Médaille d'argent en ballet à ski.

### Coupe du monde de ski acrobatique
- Meilleur classement général : 4e en 1987 et 1988.
- 3 petits globe de cristal :
  - Vainqueur du classement acroski en 1985, 1987 et 1988.
- 60 podiums dont 21 victoires.